# ベイブズ・イン・トイランド
ベイブズ・イン・トイランド（Babes in Toyland）は、1987年にアメリカ合衆国ミネソタ州ミネアポリスで結成された女性ロックバンド（ガールズバンド）である。
ライオット・ガールというジャンルに分類されることもある。L7、ホールなどのガールズバンドと比べられることがよくあった。

## 略歴
ボーカルとリードギターを兼任するキャット・ビーエランドは、ブロンドにベビードール姿で人形のように可愛らしい容貌をしている。しかし、楽曲やライブパフォーマンスは非常に攻撃的で、激しくも時に繊細な歌唱も使い分けることができ、見た目とのギャップが大きい。
楽曲の中には、ロリーがメイン・ボーカルを務めるものもある。
1992年に発売されたアルバム『ファンタネル』のリード・トラックであり、テレビ番組にも使用されヒットした「Bruise Violet」は、以前バンドメイトだったホールのコートニー・ラブを非難する歌だと言われていたが、キャットは否定している。事実、キャットはベビードールを着て歌うスタイルをコートニーが真似をしたと非難していた。キャットは後にホールのセカンド・アルバムに参加したり、2001年にはコートニーがキャットをソングライターとして自らの新バンド（バスタード）に誘ったりとしているため、お互いの仲はそれほど悪くないと思われる。
2001年に解散。前年に、キャットはカタストロフィー・ワイフというバンドを結成している。
2014年に再結成。ツアーを行ったりしたが、2020年に再び解散。今後の再結成については含みを持たせている。

## メンバー

### 最終ラインナップ
- キャット・ビーエランド (Kat Bjelland) - リード・ボーカル、ギター (1987年–2001年、2014年–2020年)
- ローリ・バーベロ (Lori Barbero) - ドラム、バック・ボーカル (1987年–2001年、2014年–2020年)
- クララ・サリャー (Clara Salyer) - ベース (2015年–2020年)

### 旧メンバー
- モーリーン・ハーマン (Maureen Herman) - ベース (1992年-1996年、2014年–2015年)[2]
- ジェシー・ファーマー (Jessie Farmer) - ベース (1997年–2001年)
- ミシェル・レオン (Michelle Leon) - ベース (1987年-1992年)
- シンディ・ラッセル (Cindy Russell) - リード・ボーカル (1987年)[3]
- クリス・ホレツ (Kris Holetz) - ベース (1987年)[3]

## ディスコグラフィ

### アルバム
- 『スパンキング・マシーン』 - Spanking Machine (1990年、Twin/Tone)
- 『ファンタネル』 - Fontanelle (1992年、Reprise)
- 『ネメシスターズ』 - Nemesisters (1995年、Reprise)